# Джон Кар'ю
Джон Ал'ю Кар'ю (англ. John Alieu Carew, * 5 вересня 1979, Леренскуг) — норвезький футболіст гамбійського походження, нападник «Вест Гем Юнайтед» та національної збірної Норвегії.

## Біографія

### Клубна кар'єра
Син гамбійця і норвежки, Джон Кар'ю народився 5 вересня 1979 року в Леренскузі. Саме в місцевій однойменній команді Джон і отримав перші уроки футбольної майстерності. Професійну кар'єру Кар'ю почав в 18 років, підписавши контракт з «Волеренгою».
У сезоні 1997/1998 Кар'ю виграв з командою Кубок Норвегії, а його 19 голів в 43 іграх вразили скаутів головної команди країни — «Русенборга». Етап кар'єри у складі тронгеймського клубу виявився досить швидкоплинний — 18 голів у 18 іграх. За цей період нападник здобув ще два титули: чемпіона та володаря кубка країни.
Вже наступний сезон молодий форвард почав у складі «Валенсії». В Іспанії норвежець провів найбільш змістовний етап своєї кар'єри. У формі «кажанів» Кар'ю виходив на поле понад 80 разів, забивши за цей час 20 голів і став у сезоні 2001/2002 чемпіоном Іспанії. Далі в кожній новій команді Джон затримувався не більше ніж на рік — «Рома», «Бешикташ», «Ліон».
І лише в «Астон Віллі», у яку він перейшов в обмін на Мілана Бароша, гравець зміг закріпитися в основі, ставши за підсумками сезону 2007/2008 найкращим бомбардиром команди. Проте поступово втратив місце в основі, через що у січні 2011 року змушений був відправитись в оренду в «Сток Сіті» до кінця сезону, коли в гравця залишався контракт з «вілланами».
7 серпня 2011 року на правах вільного агента перейшов в «Вест Гем Юнайтед».

### Виступи за збірну

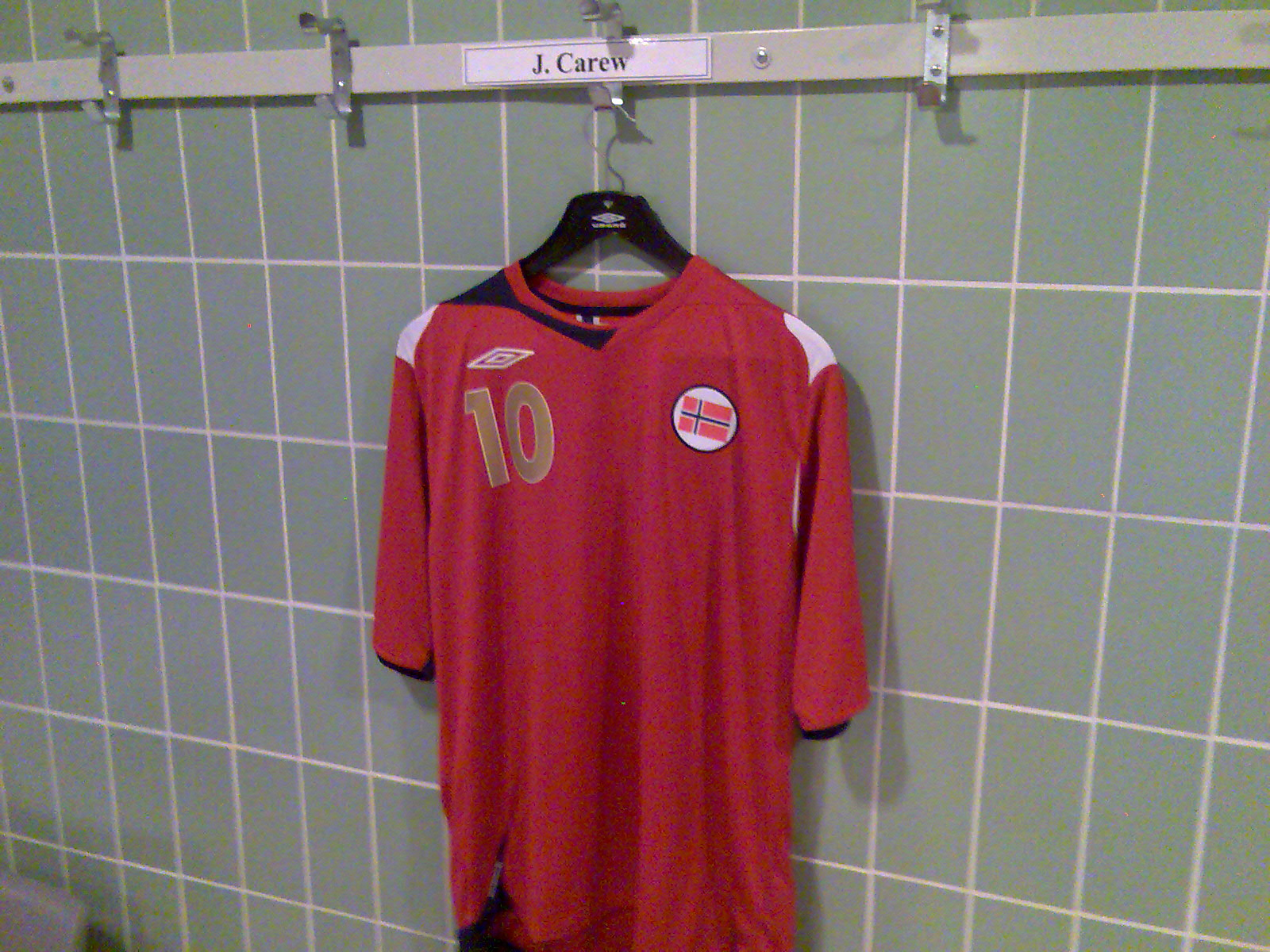
Футболка збірної Норвегії Джона Кар'ю

У складі збірної Норвегії Кар'ю взяв участь в чемпіонаті Європи-2000, де збірна Норвегії не змогла подолати бар'єр групового етапу. І це попри те що мешканці півночі здолали головних фаворитів турніру — збірній Іспанії.

## Досягнення та нагороди

### «Волеренга»
- Володар Кубка Норвегії: 1997

### «Русенборг»
- Володар Кубка Норвегії: 1999
- Чемпіон Норвегії: 1999

### «Валенсія»
- Фіналіст Ліги Чемпіонів: 2001
- Чемпіон Іспанії: 2002
- Учасник Суперкубка Іспанії: 2002

### «Ліон»
- Чемпіон Франції: 2006
- Володар Суперкубка Франції: 2005, 2006

### «Астон Вілла»
- Фіналіст Кубка Футбольної Ліги: 2010

### «Сток Сіті»
- Фіналіст Кубка Англії: 2011